# Мартын
Марты́н — мужское личное имя латинского происхождения; восходит к лат. Martius (притяжательное прилагательное от Mars) — «марсов», то есть принадлежащий, посвящённый богу Марсу. Православная (церковнославянская) форма имени — Марти́н.
В христианском именослове имя Мартин соотносится с несколькими раннехристианскими святыми, среди которых — Мартин Турский и папа римский Мартин Исповедник.
Помимо имени Мартин, православные святцы содержат родственные имена: мужские Март, Мартиан, Мартиниан (русская форма — Мартемьян) и женское Мартина, также образованные от имени древнеримского бога Марса. Имя Марфа (Марта), несмотря на созвучие, имеет иную этимологию.
Краткие формы имени: Мартя, Маря.
От имени Мартын образовалась русская фамилия Мартынов, а также украинские и белорусские формы Мартыненко, Мартынчук, Мартынчик и Мартынюк.

## Именины
Православные именины (даты приводятся по григорианскому календарю):
- 26 февраля, 6 апреля, 27 апреля, 10 июля, 24 августа, 5 октября, 25 октября, 31 декабря.